# Reinette Newtown
 (septembre 2011).
Si vous disposez d'ouvrages ou d'articles de référence ou si vous connaissez des sites web de qualité traitant du thème abordé ici, merci de compléter l'article en donnant les références utiles à sa vérifiabilité et en les liant à la section « Notes et références ».

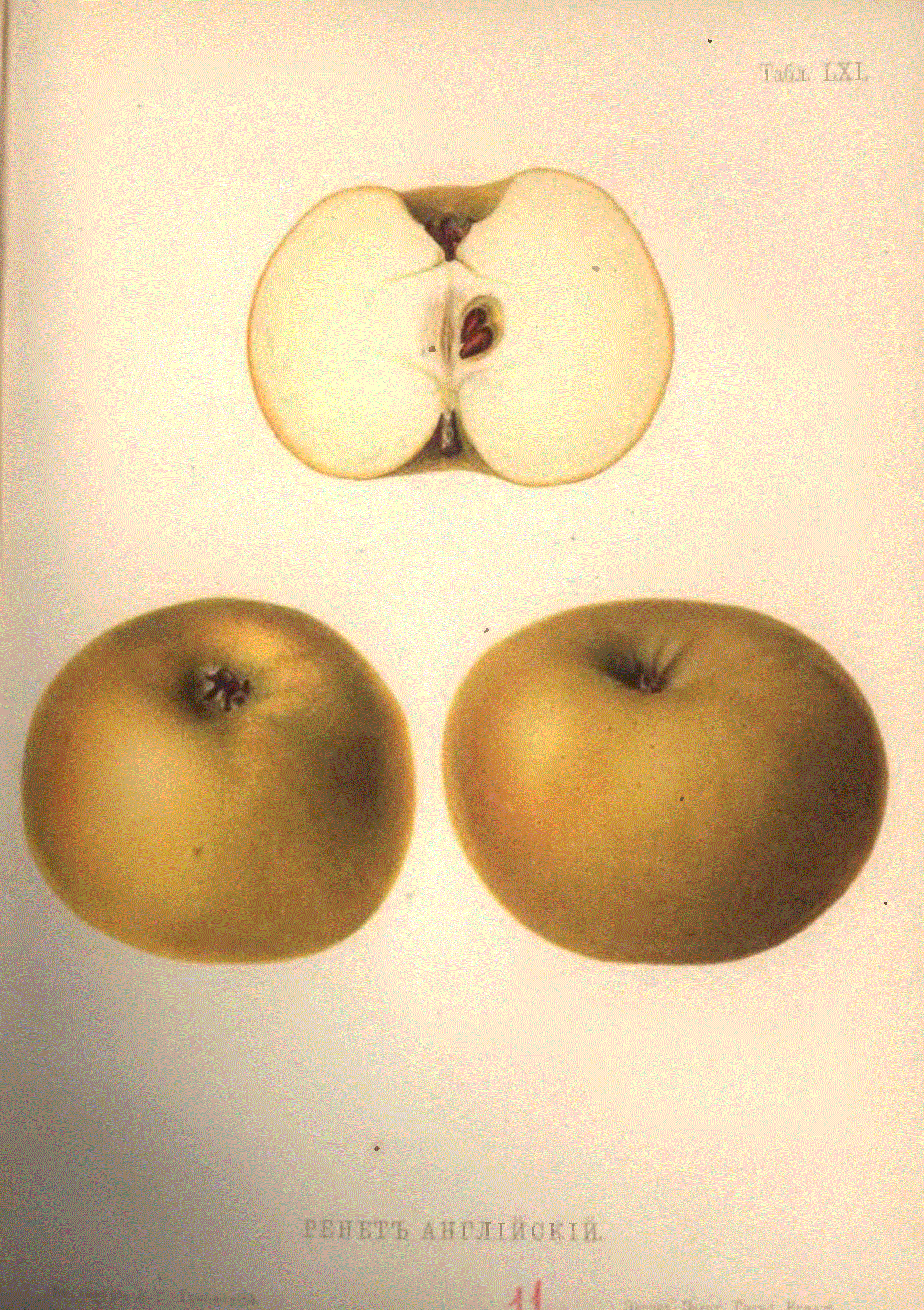

La Reinette Newtown est le nom de la pomme d'un cultivar de pommier domestique.

## Synonymes
Reinette Albemarle, Newtown Pippin, Albemarle Pippin, Yellow Newtown.

## Description
- Usage : à couteau, à cuire et à cidre ;
- Couleur de peau : vert clair à vert sombre, passant au jaune olive quand la pomme arrive à maturité. Le fruit est panaché de roux et ombré de roux autour du pédoncule, ponctué de points gris blanc et très légèrement coloré de rouge sombre du côté exposé au soleil[1].
- Chair : jaune, fine, ferme, acidulée[1],[2].

Selon Downing, un pomologue américain du XIXe siècle, cette pomme est « sans rivale comme fruit de dessert ».
La Reinette Newtown doit être cultivée sur un sol « riche, profond et chaud ». Selon Darwin, elle pousserait mal en Angleterre, car les étés ne sont pas assez chauds.

## Origine

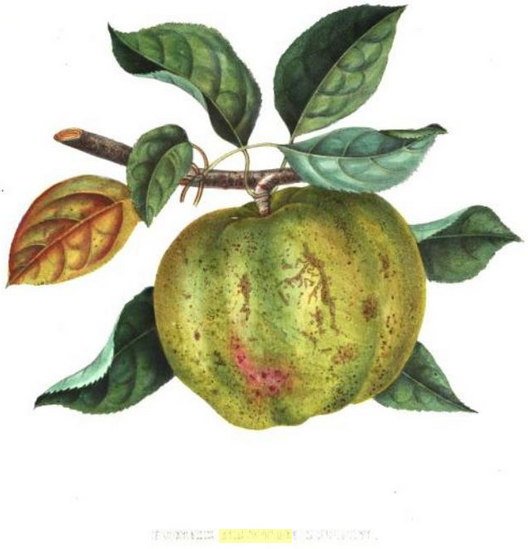
La Reinette Newtown telle qu'on la trouve sur son pommier

La Reinette Newtown a été découverte à Newtown, Long Island, New York (États-Unis), vers 1666. Elle a d'abord été très cultivée dans le New Jersey, puis elle s'est répandue vers le milieu du XVIIIe siècle, en particulier en Angleterre ou en Belgique.

## Parenté
- Cultivars : la Green Newtown Pippin et la Yellow Newtown Pippin, la plus cultivée
- Descendants : Newtown Delicious = Yellow Newtown x Red Delicious;Ginger Gold = Yellow Newtown x Golden Delicious x Variété Inconnu

## Pollinisation
La Reinette Newtown est une variété diploïde dite « à bon pollen » :
- Groupe de floraison : C[4]

## Culture
- Zones de rusticité : 4 à 8
- Cueillette : La date de la cueillette varie selon les auteurs, peut-être en fonction du pays où l'arbre est planté. Elle aurait lieu fin octobre, mais selon un auteur belge du XIXe siècle, le fruit arrive à maturité dans la période de décembre à mai, et il serait idéalement meilleur en mars. L'arbre est dit « très fertile, d'une vigueur moyenne, [et qui] croît lentement. »[1]
- Conservation : jusque fin avril en chambre froide